# Энглхарт, Стив
Стив Энглхарт (англ. Steve Englehart; род. 22 апреля 1947) — американский писатель комиксов.

## Образование
Энглхарт учился в Уэслианском университете.

## Личная жизнь
Энглхарт женился на Мари-Терез Бич в 1975 году. У пары двое сыновей: Алекс и Эрик.

## Награды и признание
В 1977 году Энглхарт был номинирован на премию Eagle Award в категории «Favourite Comicbook Writer». В следующем году он получил эту награду в категории «Favourite Writer». В 1979 году Стив выиграл премию Inkpot Award. В том же году он стал номинантом Eagle Award в категории «Best Comic Book Writer».
В 2014 году сайт Comic Book Resources назвал Энглхарта одним из величайших авторов комиксов о Капитане Америке и о Бэтмене за всё время.

### Antarctic Press
- Warrior Nun Areala: Scorpio Rose #1-4 (1996—1997)

### Claypool Comics
- Phantom of Fear City #1-12 (1993—1995)

### DC Comics
- Batman #311 (1979)
- The Batman Chronicles #19 (2000)
- Batman: Dark Detective #1-6 (2005)
- Batman: Legends of the Dark Knight #109-111 (1998)
- Congorilla #1-4 (1992—1993)
- DC Comics Presents #8, 12, 88 (1979—1985)
- Detective Comics #439, 469—476 (1974—1978)
- Green Lantern vol. 2 #188-200 (1985—1986)
- Green Lantern Corps #201-223 (1986—1988)
- Heroes Against Hunger #1 (1986)
- JLA Classified #22-25 (2006)
- JSA Classified #14-16 (2006)
- Justice League of America #139-146, 149—150 (1977—1978)
- Kamandi #51 (1977)
- Legends of the DC Universe #26-27 (2000)
- Madame Xanadu #1 (1981)
- Millennium #1-8 (1988)
- Mister Miracle #19-22 (1977—1978)
- New Guardians #1-2 (1988)
- Secret Origins vol. 2 #7 (1986)
- Starfire #6-7 (1977)
- Tales of the Green Lantern Corps Annual #2 (1986)
- Weird War Tales #50, 60, 73 (1977—1979)
- World's Finest Comics #256 (1979)

### Deluxe Comics
- Wally Wood’s T.H.U.N.D.E.R. Agents #1-2 (1984—1985)

### Eclipse Comics
- Eclipse Magazine #1-8 (1981—1983)
- The Foozle #3 (1985)
- Scorpio Rose #1-2 (1983)

### Malibu Comics
- Break-Thru #1-2 (1993—1994)
- Freex #6 (1993)
- Hardcase #4 (1993)
- Mantra #12 (1994)
- Night Man #1-23 (1993—1995)
- Night Man: The Pilgrim Conundrum Saga #1 (1995)
- Prototype #5 (1993)
- Solitaire #3 (1994)
- Solution #5 (1994)
- Strangers #1-24 (1993—1995)
- Strangers: The Pilgrim Conundrum Saga #1 (1995)
- Ultraverse Origins #1 (1994)
- Ultraverse Premiere #0 (1993)

### Marvel Comics
- Amazing Adventures vol. 2 #12-17 (1972—1973)
- Amazing High Adventure #1-3 (1984—1986)
- The Avengers #105-144, 147—152 (1972—1976)
- Avengers: Celestial Quest #1-8 (2001—2002)
- Avengers: The Ultron Imperative #1 (2001)
- Captain America #153-167, 169—186 (1972—1975)
- Captain Marvel #33-46 (1974—1976)
- Daredevil #237 (1986)
- Deadly Hands of Kung Fu #1-2 (1974)
- The Defenders #1-11 (1972—1973)
- Doc Savage #1-5 (1972—1973)
- Doctor Strange vol. 2 #1-2, 4-18 (1974—1976)
- Fantastic Four #304-333, Annual #20-21 (1987—1989)
- Fantastic Four: Big Town #1-4 (2001)
- Giant-Size Avengers #2-4 (1974—1975)
- Hellcat #1-3 (2000)
- Heroes for Hope Starring the X-Men #1 (1985)
- Hero for Hire #5-14, 16 (1973)
- The Incredible Hulk #159-171 (1973—1974)
- Journey into Mystery vol. 2 #1 (1972)
- Justice #2-5, 7 (1986—1987)
- Kull the Destroyer #12-15 (1974)
- Marvel Fanfare #51 (1990)
- Marvel Premiere #9-14 (1973—1974)
- Marvel Preview #4 (1976)
- Marvel Westerns: Strange Westerns #1 (2006)
- Master of Kung Fu #17-19 (1974)
- Monsters on the Prowl #15 (1972)
- My Love vol. 2 #16, 19 (1972)
- Night Man #∞, #1-4 (1995—1996)
- Night Man vs. Wolverine #0 (1995)
- Our Love Story #15, 18 (1972)
- Power Man #26 (1975)
- Savage Sword of Conan #2 (1974)
- Silver Surfer vol. 3 #1-20, 22-31, Annual #1-2 (1987—1989)
- Skull the Slayer #4 (1976)
- Special Marvel Edition #15-16 (1973—1974)
- Super-Villain Team-Up #5-8 (1976)
- Thor Annual #5 (1976)
- The Vision and the Scarlet Witch vol. 2 #1-12 (1985—1986)
- West Coast Avengers vol. 2 #1-29, 31-37, 39, Annual #1-3 (1985—1988)

#### Epic Comics
- Coyote #1-16 (1983—1986)

### Star Reach
- Star Reach #7 (1977)

### Topps Comics
- Jurassic Park: Raptor #1-2 (1993)
- Jurassic Park: Raptors Attack #1-4 (1994)
- Jurassic Park: Raptors Hijack #1-4 (1994)
- Return to Jurassic Park #1-4 (1995)

### Valiant Comics
- Shadowman #1 (1992)
- X-O Manowar #1-4 (1992)

### Warren Publishing
- Creepy #84, 104 (1976—1979)
- Eerie #35, 46 (1971—1973)
- Vampirella #21-23 (1972—1973)